# Strapponi
Gli strapponi sono un tipo di pasta all'uovo tipica della cucina tradizionale della Toscana e della Romagna. I diversi nomi con cui è conosciuta (ad esempio, anche come pasta stracciata in Romagna o sciancà in Liguria) derivano dal gesto con cui viene ottenuto questo tipo di pasta fresca.  

## Produzione
Sono ricavati da un impasto di farina e uova, che viene steso con un matterello per ottenere una sfoglia. Quest’ultima, quando è ancora fresca, viene strappata con le mani per realizzare delle strisce di pasta di forma irregolare, che vengono poi cotte in acqua e condite. 
Da non confondere con le strappatelle umbre, un tipo di pasta prodotto con gli avanzi del pane.  